# يو إف سي على إيه بي سي: أورتيغا ضد رودريغيز
يو إف سي على إيه بي سي: أورتيغا ضد رودريغيز (بالإنجليزية: UFC on ABC: Ortega vs. Rodríguez)‏ هو حدث لفنون القتال المختلطة نظمته يو إف سي، أُقيم في 16 يوليو 2022، على يو بي إس أرينا في إلمونت، نيويورك، الولايات المتحدة.